# Pycnoplectus parki
Pycnoplectus parki är en skalbaggsart som beskrevs av Wagner 1975. Pycnoplectus parki ingår i släktet Pycnoplectus och familjen kortvingar. Inga underarter finns listade i Catalogue of Life.